# Großsteingrab Pretzien
Das Großsteingrab Pretzien war eine vermutliche megalithische jungsteinzeitliche Grabanlage bei Pretzien, einem Ortsteil von Schönebeck (Elbe) im Salzlandkreis, Sachsen-Anhalt. Die Anlage wurde wohl im 18. Jahrhundert zerstört.

## Lage
Die genaue Lage des Grabes ist unbekannt.

## Forschungsgeschichte
Erstmals dokumentiert wurde die Anlage von Justus Christianus Thorschmidt, Anfang des 18. Jahrhunderts Pastor in Plötzky bei Gommern. Seine Angaben übernahm Joachim Gottwalt Abel, der zwischen 1755 und 1806 Pastor in Möckern war. Er konnte das Grab aber nicht mehr selbst in Augenschein nehmen, da es in der Zwischenzeit wohl bereits abgetragen worden war. Abel hinterließ über seine Forschungen nur handschriftliche Aufzeichnungen, die 1928 durch Ernst Herms publiziert wurden.

## Beschreibung
Das Grab besaß ein von einer steinernen Umfassung umstandenes Hünenbett, welche eine Grabkammer barg. Nach Thorschmidts Angaben wurde in der Kammer eine Urne gefunden, die mit Punkten und Strichen verziert war. Diese enthielt Knochen, Beigaben in Form von Haarnadeln und weiteren, nicht näher beschriebenen Gegenständen sowie zwei weitere, kleinere Urnen, die ebenfalls menschliche Knochen enthielten, die von Thorschmidt als Kinderknochen interpretiert wurden. Offenbar handelte es sich bei diesem Fund um eine bronzezeitliche Nachbestattung.